# Clausospicula
Clausospicula is een geslacht uit de grassenfamilie (Poaceae). De soorten van dit geslacht komen voor in delen van Noord- en Oost-Australië.

## Soorten
Van het geslacht zijn de volgende soorten bekend: 
- Clausospicula extensa